# Curt von Bülow
Hans Emil Bernhard Curt von Bülow (* 16. Juli 1843 in Braunschweig; † 10. August 1919 in Dieskau) war ein deutscher Rittergutsbesitzer und Politiker.

## Leben
Curt von Bülow studierte an der Universität Göttingen Rechtswissenschaften. 1865 wurde er Mitglied des Corps Saxonia Göttingen. 1866 nahm er im 12. Husaren-Regiment am Deutschen Krieg teil. Nachdem er das Referendarexamen in Berlin bestanden hatte, war er beim Berliner Kreisgericht tätig. Nach dem Deutsch-Französischen Krieg, an dem er in der gleichen Einheit wie 1866 teilnahm, quittierte er den Staatsdienst und lebte fortan auf seinem 639 Hektar großen Rittergut Dieskau. Bülow-Dieskau heiratete Ulla von Bülow-Roggeez (1856–1938). Das Ehepaar hatte drei Töchter und vier Söhne.
Bülow war Kammerherr des Kaisers, Kreisdeputierter, Mitglied des Provinziallandtags sowie Mitglied und später auch Vorsitzender des Provinzialausschusses der Provinz Sachsen. Erbe auf Dieskau wurde nachmals sein Sohn Hans von Bülow. Sein jüngster Sohn Friedrich (Fritz) von Bülow betrieb das 730 ha Gut Groß Ziethen nordwestlich von Berlin.